# Letiště Mnichovo Hradiště
Letiště Mnichovo Hradiště (ICAO: LKMH, IATA: HRA) je veřejné mezinárodní letiště poblíž Mnichova Hradiště ve Středočeském kraji. Se svými dvěma vzletovými a přistávacími drahami (betonovou drahou o rozměrech 1550 x 30 m a travnatou drahou o rozměrech 1000 x 30 m) je certifikované pro letadla s maximální vzletovou hmotností do 39 tun. Povahou provozu se řadí mezi regionální letiště s provozem všeobecného letectví, letů obchodní letecké dopravy a leteckých prací. Zázemí letiště umožňuje odbavení cestujících a nákladu, poskytování dalších základních služeb při pozemním odbavení letadel včetně plnění pohonnými hmotami.

## Provozní použitelnost
Letiště je provozně přístupné za podmínek VFR den. Běžná provozní doba letiště je celoročně od 07:00 hod. do 15:00 hod. UTC. Tuto provozní dobu lze na základě požadavku provozovatelů letadel prodloužit od občanského svítání do občanského soumraku. Letiště mohou využívat letouny, kluzáky, motorové kluzáky, vrtulníky a sportovní létající zařízení (ultralehká letadla).

## Služby
Letiště ve své letištní provozní zóně (ATZ) zajišťuje poskytování informací známému provozu (služba RADIO). Vlastním vybavení hasičské a záchranné služby letiště poskytuje odpovídající úroveň ochrany leteckému provozu. Zajišťuje také mezinárodní odbavení posádek, cestujících a nákladu, včetně letů do třetích zemí. Na letišti je dostupná služba FOLLOW ME, řízení provozu na odbavovací ploše a základní služby při pozemním odbavení letadel, včetně plnění leteckými pohonnými hmotami, leteckým benzínem AVGAS 100LL a leteckým petrolejem JET A-1.